# Sporting Center Paradiso
Lo Sporting Center "Paradiso" è un centro sportivo di Castelnuovo del Garda (VR), facente parte del più ampio Parc Hotel Paradiso e Golf Resort, ed utilizzato anche dalla società calcistica italiana Hellas Verona Football Club.
La struttura ospita dal 2013 gli allenamenti della prima squadra dell'Hellas Verona.
Il centro si trova in via Brolo 2/a, a Castelnuovo del Garda e a poca distanza da Peschiera del Garda.

## Storia
Lo Sporting Center "Paradiso" fu realizzato nel 2002, quale centro sportivo facente parte del più ampio Parc Hotel Paradiso e Golf Resort, complesso ricettivo turistico e sportivo, che si sviluppa per circa 80 ha.

## Struttura

### Area sportiva
L'area sportiva dello Sporting Center è composta da:
- Due campi da calcio regolamentari (dimensioni 105 × 65 m):[5]
  - Campo 1, in erba naturale;
  - Campo 2, in erba naturale;
- Un campo da calcio a 5 in erba sintetica (dimensioni 60 × 40 m);[5]
- Una piscina semiolimpionica scoperta;[3]
- Due campi da beach volley;[5]
- Tre campi da tennis scoperti, in terra rossa;[5]
- Un "campo polivalente" scoperto, utilizzabile per la pallavolo e la pallacanestro.[3]

### Area direzionale
L'area direzionale dello Sporting Center è composta da:
- Una struttura prefabbricata destinata a segreteria;
- Una struttura prefabbricata destinata a reception, spogliatoi, toilette e docce.

### Parcheggi
All'interno dello Sporting Center è presente un parcheggio per 115 posti auto, dei quali uno destinato ai disabili.

## Utilizzo
La struttura è utilizzata in maniera continuativa per gli allenamenti della prima squadra dell'Hellas Verona Football Club. Tutte le formazioni giovanili del club gialloblù si allenano e disputano gli incontri ufficiali casalinghi all'antistadio "Guido Tavellin" di Verona.